# 1961-es Formula–1 amerikai nagydíj
Az 1961-es Formula–1-es világbajnokság szezonzáró futama az amerikai nagydíj volt.

## Futam
Mivel a Ferrari már mindkét bajnokságot megnyerte, úgy döntöttek, nem vesznek részt a szezonzáró amerikai nagydíjon, amelyet első alkalommal rendezték a New York állambeli Watkins Glenben. Brabham szerezte meg a pole-t Graham Hill, Moss és McLaren előtt.
A rajt után Moss vezetett Brabham előtt, míg Ireland a nyolcadik helyről harmadiknak jött fel. A verseny első felében Moss és Brabham harcolt az esőségért, de Brabhamnek a 45. körben túlmelegedés miatt ki kellett állnia. Moss vezette a következő 12 kört, de ekkor kiesett mechanikai probléma miatt. Ezzel Ireland került az élre, de üzemanyag-nyomása nem volt megfelelő. Üldözői szintén problémával küzdöttek: Hillnek meg kellett állnia, mivel gyújtómágnese levált, majd Roy Salvadori tűnt lehetséges győztesnek, neki azonban az egyik csapágya ment tönkre. Irelandnek végül sikerült eljutnia a célvonalig és győzött (a gyári Lotus csapat első győzelmét szerezte) Gurney, valamint Brooks előtt.
Phil Hill 34 ponttal lett világbajnok, míg csapattársa, von Trips 33 pontot szerzett monzai halálos balesetéig. Moss 21 ponttal az egyéni bajnokság harmadik helyén végzett. A konstruktőri bajnokságot a Ferrari nyerte 45 ponttal a Lotus (35) és a Porsche (22) előtt
| Helyezés | #  | Versenyző         | Csapat/Motor  | Futott körök | Idő/Kiesés oka      | Rajthely | Pontszám |
| -------- | -- | ----------------- | ------------- | ------------ | ------------------- | -------- | -------- |
| 1        | 15 | Innes Ireland     | Lotus-Climax  | 100          | 2:13'45,8           | 8        | 9        |
| 2        | 12 | Dan Gurney        | Porsche       | 100          | +4,3                | 7        | 6        |
| 3        | 5  | Tony Brooks       | BRM-Climax    | 100          | +49,0               | 5        | 4        |
| 4        | 2  | Bruce McLaren     | Cooper-Climax | 100          | +58,0               | 4        | 3        |
| 5        | 4  | Graham Hill       | BRM-Climax    | 99           | +1 kör              | 2        | 2        |
| 6        | 11 | Jo Bonnier        | Porsche       | 98           | +2 kör              | 10       | 1        |
| 7        | 14 | Jim Clark         | Lotus-Climax  | 96           | +4 kör              | 6        |          |
| 8        | 6  | Roger Penske      | Cooper-Climax | 96           | +4 kör              | 16       |          |
| 9        | 16 | Peter Ryan        | Lotus-Climax  | 96           | +4 kör              | 13       |          |
| 10       | 3  | Hap Sharp         | Cooper-Climax | 93           | +7 kör              | 17       |          |
| 11       | 21 | Olivier Gendebien | Lotus-Climax  | 92           | +8 kör              | 15       |          |
| Kiesett  | 19 | Roy Salvadori     | Cooper-Climax | 96           | Motorhiba           | 12       |          |
| Kiesett  | 17 | Jim Hall          | Lotus-Climax  | 76           | Üzemanyag-szivárgás | 18       |          |
| Kiesett  | 26 | Lloyd Ruby        | Lotus-Climax  | 76           | Elektromágnes       | 19       |          |
| Kiesett  | 7  | Stirling Moss     | Lotus-Climax  | 58           | Motorhiba           | 3        |          |
| Kiesett  | 1  | Jack Brabham      | Cooper-Climax | 57           | Túlhevülés          | 1        |          |
| Kiesett  | 22 | Masten Gregory    | Lotus-Climax  | 23           | Váltó               | 11       |          |
| Kiesett  | 60 | Walt Hansgen      | Cooper-Climax | 14           | Baleset             | 14       |          |
| Kiesett  | 18 | John Surtees      | Cooper-Climax | 0            | Motorhiba           | 9        |          |
| Vi       | 23 | Ken Miles         | Lotus-Climax  |              |                     |          |          |

## A világbajnokság végeredménye
| H   | Versenyzők         | Pont    | H   | Konstruktőrök        | Pont    |
| --- | ------------------ | ------- | --- | -------------------- | ------- |
| 1.  | Phil Hill          | 34 (38) | 1.  | Ferrari              | 45 (52) |
| 2.  | Wolfgang von Trips | 33      | 2.  | Lotus-Climax         | 35      |
| 3.  | Stirling Moss      | 21      | 3.  | Porsche              | 22 (23) |
| 4.  | Dan Gurney         | 21      | 4.  | Cooper-Climax        | 14 (18) |
| 5.  | Richie Ginther     | 16      | 5.  | BRM-Climax           | 7       |
| 6.  | Innes Ireland      | 12      | 6.  | Ferguson-Climax      | 0       |
| 7.  | Jim Clark          | 11      | 7.  | Lotus-Maserati       | 0       |
| 8.  | Bruce McLaren      | 11      | 8.  | Emeryson-Maserati    | 0       |
| 9.  | Giancarlo Baghetti | 9       | 9.  | De Tomaso-Osca       | 0       |
| 10. | Tony Brooks        | 6       | 10. | De Tomaso-Alfa Romeo | 0       |

(A teljes lista)

## Statisztikák
Vezető helyen:
- Stirling Moss: 30 (1-5 / 16 / 24-25 / 34-35 / 39-58)
- Jack Brabham: 28 (6-15 / 17-23 / 26-33 / 36-38)
- Innes Ireland: 42 (59-100)

Innes Ireland egyetlen győzelme, Jack Brabham 5. pole-pozíciója, 5. leggyorsabb köre.
- Lotus 5. győzelme.

Stirling Moss utolsó versenye, 67 nagydíjon indult R, 16-szor nyert, 1955-töl négyszer második, háromszor harmadik lett a világbajnokságon.
Olivier Gendebien és Tony Brooks utolsó versenye.